# Crocomela
Crocomela is een geslacht van vlinders van de familie spinneruilen (Erebidae), uit de onderfamilie Arctiinae.

## Soorten
- C. abadesa Dognin, 1900
- C. albolineata Druce, 1911
- C. colorata Walker, 1865
- C. conscita Druce, 1903
- C. erectistria Warren, 1904
- C. flammifera Warren, 1904
- C. fusifera Walker, 1856
- C. imperialis Druce, 1885
- C. inca Schaus, 1892
- C. intensa Walker, 1854
- C. latimargo Dognin, 1912
- C. luxuriosa Hering, 1925
- C. maxima Druce, 1896
- C. regia Warren, 1901
- C. rubriplaga Warren, 1904
- C. tenuifascia Hering, 1925
- C. theophrastus Hering, 1926
- C. tripunctata Druce, 1885
- C. unifasciata Druce, 1885